# Cristóbal Finch
Cristóbal Ignacio Finch Barrios (Santiago, 1 de junho de 2002) é um futebolista chileno que atua como zagueiro. Defende atualmente o Universidad Católica.

## Carreira

### Universidad Católica
Assinou seu primeiro contrato como profissional em outubro de 2019, que o ligaria ao elenco Universidad Católica até junho de 2022. Finch estreou profissionalmente em 3 de julho de 2021 ante Everton de Viña del Mar.
Em 10 de fevereiro de 2021, pela penúltima data, Universidad Católica conquistou da Campeonato Chileno 2020 e posteriormente foi campeão da Supercopa do Chile 2020. No final de 2021, Universidad Católica foi campeão da Supercopa do Chile 2021 em pênaltis, e mais tarde instituição também foi coroada tetracampeã do torneio nacional, após vencer as edições 2018, 2019, 2020 e 2021.

## Títulos
Universidad Católica
- Campeonato Chileno: 2020, 2021
- Supercopa de Chile: 2020, 2021